# Constante de Rydberg

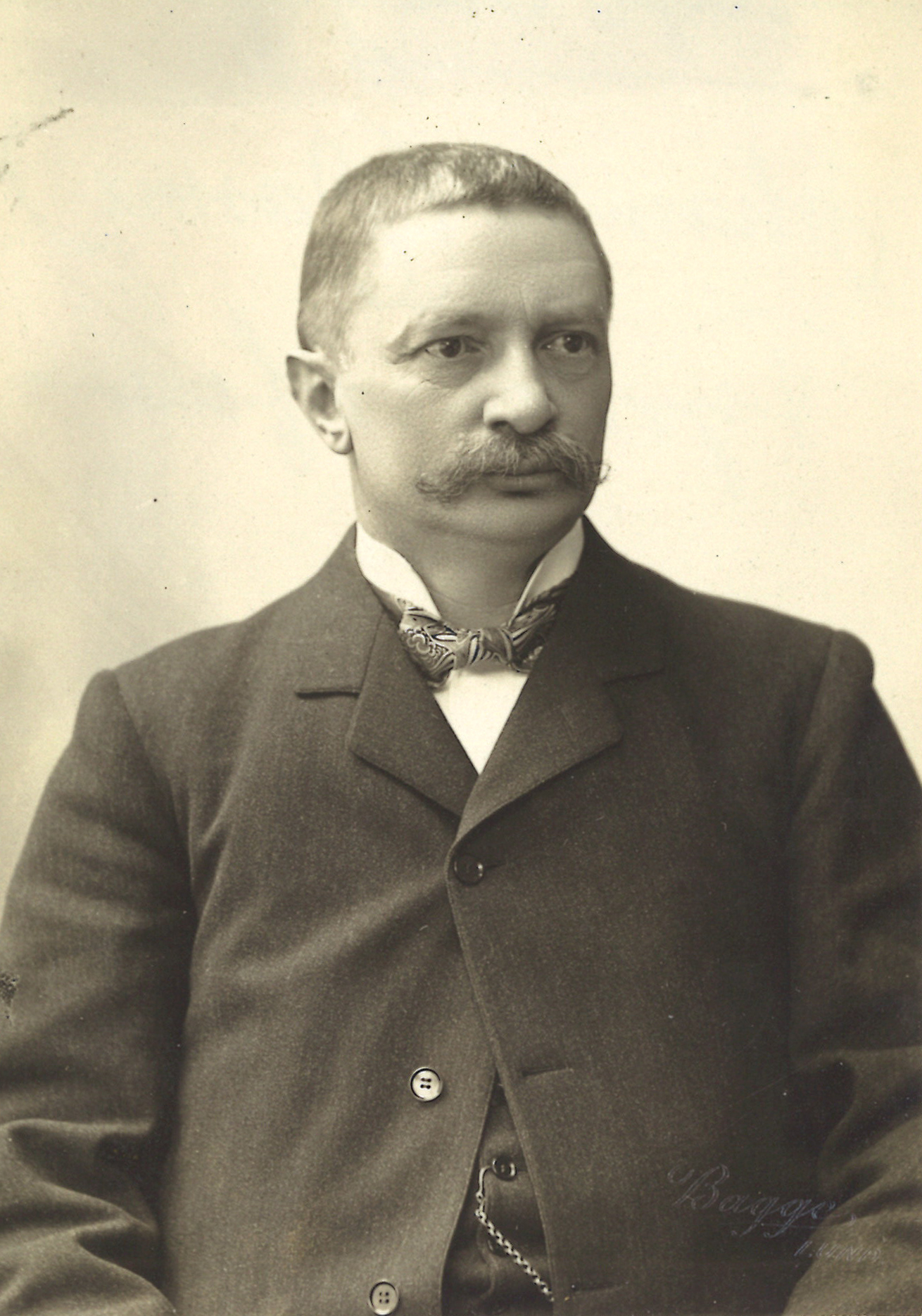
Imagen reconstruida de Rydberg

La constante de Rydberg, llamada así por el físico Johannes Rydberg, es una constante física que aparece en la fórmula de Rydberg. Fue descubierta cuando se midió el espectro del hidrógeno, y construida sobre resultados de mediciones cuánticas de Anders Jonas Ångström y Johann Jakob Balmer. 
Es una de las mejor determinadas, con una incertidumbre experimental relativa de menos de 7 partes por trillón. La capacidad de medirla directamente a una tan alta precisión confirma las proporciones de los valores de las otras constantes físicas que la definen, y puede ser utilizado para probar rigurosas teorías físicas como la electrodinámica cuántica.

## Descripción

### Constante de Rydberg
La constante de Rydberg del "infinito" es (de acuerdo a los resultados del CODATA en el 2010):
{\displaystyle R_{\infty }={\frac {m_{e}\ e^{4}}{(4\pi \epsilon _{0})^{2}\ \hbar ^{3}\ (4\pi c)}}}
| Símbolo                       | Nombre                          | Valor                 | Unidad      | Fórmula                                   |
| ----------------------------- | ------------------------------- | --------------------- | ----------- | ----------------------------------------- |
| {\displaystyle R_{\infty }}   | Constante de Rydberg            | 1.0973731568539(55)E7 | m-1         |                                           |
| {\displaystyle m_{e}}         | Masa en reposo del electrón     | 9.10938291(40)E-31    | kg          |                                           |
| {\displaystyle e}             | Carga elemental                 | 1.602176487(40)E-19   | C           |                                           |
| {\displaystyle \epsilon _{0}} | Permitividad                    | 8.8541878176E-12      | C2 / (N m2) |                                           |
| {\displaystyle \hbar }        | Constante de Planck reducida    | 1.054571817E-34       | J s         | {\displaystyle \hbar ={\frac {h}{2\pi }}} |
| {\displaystyle c}             | Velocidad de la luz en el vacío | 299792458             | m / s       |                                           |

Cada uno de los elementos químicos tiene su propia constante de Rydberg. Para todos los átomos similares al Hidrógeno (átomos con un solo electrón en su última órbita) la constante de Rydberg {\displaystyle R_{M}\,} puede ser derivada de la constante de Rydberg del "infinito", de esta forma:
{\displaystyle R_{M}={\frac {R_{\infty }}{1+(m_{e}/M)}}}
| Símbolo                     | Nombre                                                                                               | Unidad |
| --------------------------- | --- | ------ |
| {\displaystyle R_{M}}       | Constante de Rydberg para cierto átomo con un electrón con la masa en reposo {\displaystyle m_{e}\ } |        |
| {\displaystyle R_{\infty }} | Constante de Rydberg                                                                                 | m-1    |
| {\displaystyle M}           | Masa de su núcleo atómico                                                                            | kg     |
| {\displaystyle m_{e}}       | Masa en reposo del electrón                                                                          | kg     |

### Unidad de energía Rydberg
Esta constante se utiliza a menudo en la física atómica en forma de energía:
| Símbolo                       | Nombre                          | Valor                                   | Unidad |
| ----------------------------- | ------------------------------- | --------------------------------------- | ------ |
| {\displaystyle \mathrm {Ry} } | Unidad de energía Rydberg       | {\displaystyle \equiv \,}13.6056923(12) | eV     |
| {\displaystyle h}             | Constante de Planck             | 4.135667696E-15                         | eV s   |
| {\displaystyle c}             | Velocidad de la luz en el vacío | 299792458                               | m / s  |
| {\displaystyle R_{\infty }}   | Constante de Rydberg            | 1.0973731568539(55)E7                   | m-1    |

### Frecuencia Rydberg
| Símbolo                        | Nombre                          | Valor                  | Unidad |
| ------------------------------ | ------------------------------- | ---------------------- | ------ |
| {\displaystyle c\,R_{\infty }} | Frecuencia Rydberg              | 3.2898419602508(64)E15 | Hz     |
| {\displaystyle c}              | Velocidad de la luz en el vacío | 299792458              | m / s  |
| {\displaystyle R_{\infty }}    | Constante de Rydberg            | 1.0973731568539(55)E7  | m-1    |

### Longitud de onda Rydberg
| Símbolo                                       | Nombre                           | Valor                  | Unidad |
| --------------------------------------------- | -------------------------------- | ---------------------- | ------ |
| {\displaystyle {\frac {1}{R_{\infty }}}}      | Longitud de onda Rydberg         | 9.112670505824(17)E-8  | m      |
| {\displaystyle {\frac {1}{2\pi R_{\infty }}}} | Longitud de onda angular Rydberg | 1.4503265557696(28)E-8 | m      |
| {\displaystyle R_{\infty }}                   | Constante de Rydberg             | 1.0973731568539(55)E7  | m-1    |

## Expresiones alternas
La constante de Rydberg también puede ser expresada con las siguientes ecuaciones.
{\displaystyle R_{\infty }={\frac {\alpha ^{2}\ m_{e}\ c}{4\pi \ \hbar }}={\frac {\alpha ^{2}}{2\lambda _{e}}}}
y
{\displaystyle h\ c\ R_{\infty }={\frac {h\ c\ \alpha ^{2}}{2\lambda _{e}}}={\frac {h\ f_{C}\ \alpha ^{2}}{2}}={\frac {\hbar \ \omega _{C}}{2}}\alpha ^{2}}
| Símbolo                      | Nombre                                       |
| ---------------------------- | -------------------------------------------- |
| {\displaystyle h}            | Constante de Planck                          |
| {\displaystyle \hbar }       | Constante de Planck reducida                 |
| {\displaystyle c}            | Velocidad de la luz en el vacío              |
| {\displaystyle \alpha }      | Constante de estructura fina                 |
| {\displaystyle \lambda _{e}} | Longitud de onda de Compton de un electrón   |
| {\displaystyle f_{C}}        | Frecuencia de Compton de un electrón         |
| {\displaystyle \omega _{C}}  | Frecuencia angular de Compton de un electrón |

## La constante de Rydberg para el hidrógeno
Usando el valor obtenido por CODATA en el 2002 para el cociente entre la masa de un electrón con la masa de un protón de {\displaystyle m_{e}/m_{p}=5.4461702173(25)\cdot 10^{-4}\ }, en la fórmula general para la constante de Rydberg para cualquier elemento similar al hidrógeno {\displaystyle R_{M}\ }, encontramos que la constante para el hidrógeno, {\displaystyle R_{H}\ }.
{\displaystyle R_{H}=10967758.341\pm 0.001\ \mathrm {m} ^{-1}}
Usando {\displaystyle R=R_{H}\ } en la fórmula de Rydberg para los átomos similares a hidrógeno, podemos obtener que el espectro de emisión del hidrógeno,
| Símbolo                                   | Nombre                                         | Valor        | Unidad | Fórmula                     |
| ----------------------------------------- | ---------------------------------------------- | ------------ | ------ | --------------------------- |
| {\displaystyle \lambda _{\mathrm {vac} }} | Longitud de onda de la luz emitida en el vacío |              | m-1    |                             |
| {\displaystyle R_{\mathrm {H} }}          | Constante de Rydberg para el hidrógeno         | 10967758.341 | m-1    |                             |
| {\displaystyle n_{1}}                     | Entero                                         |              |        | {\displaystyle n_{1}<n_{2}} |
| {\displaystyle n_{2}}                     | Entero                                         |              |        |                             |
| {\displaystyle Z}                         | Número atómico, que es 1 para el hidrógeno     |              |        |                             |

## Derivación de la constante de Rydberg
La constante de Rydberg para el hidrógeno puede ser derivada usando la condición de Bohr, la fuerza centrípeta, el campo eléctrico, y la energía total de un electrón en órbita alrededor de un protón (correspondiente al caso de un átomo de hidrógeno).
- Condición de Bohr, el momento angular de un electrón puede tener solo ciertos valores discretos:

{\displaystyle L=m_{e}\ u\ r=n{\frac {h}{2\pi }}=n\hbar }
Donde n = 1,2,3,… (algún entero) y es llamado el número cuántico principal, {\displaystyle h\;} es la constante de Planck, y {\displaystyle \hbar =h/(2\pi )} la constante de Planck racionalizada y {\displaystyle r\;} es el radio de órbita de un electrón.
- Fuerza necesaria para mantener el movimiento circular (a.k.a. fuerza centrípeta),

| Símbolo               | Nombre                      |
| --------------------- | --------------------------- |
| {\displaystyle m_{e}} | Masa en reposo del electrón |
| {\displaystyle u}     | Velocidad del electrón      |

- Fuerza eléctrica de atracción entre un electrón y un protón:

| Símbolo                       | Nombre          |
| ----------------------------- | --------------- |
| {\displaystyle e}             | Carga elemental |
| {\displaystyle \epsilon _{0}} | Permitividad    |

La expresión para la energía total  (suma de la cinética y la potencial eléctrica) de un electrón a una distancia {\displaystyle r\;} de un protón es
{\displaystyle E_{\mathrm {total} }=-{\frac {e^{2}}{8\pi \epsilon _{0}\ r}}}
La expresión anterior puede derivarse a partir de un tratamiento mecanocuántico riguroso del átomo de hidrógeno, pero Bohr la dedujo a partir de la cuantización del momento angular y de las expresiones clásicas de las energías cinética y potencial eléctrica. Para comenzar, tomamos la condición primaria de Bohr y la solucionamos en términos de la velocidad orbital permitida del electrón{\displaystyle u}:
{\displaystyle u={\frac {nh}{2\pi \ r\ m_{e}}}}
Ya que el campo eléctrico que atrae el electrón al núcleo es la fuerza centrípeta que lleva al electrón una órbita circular alrededor del protón, podemos fijar: {\displaystyle F_{\mathrm {centripeta} }=F_{\mathrm {electrica} }} para obtener
{\displaystyle {\frac {m_{e}\ u^{2}}{r}}={\frac {e^{2}}{4\pi \epsilon _{0}\ r^{2}}}}
Sustituyendo la expresión previa para la velocidad de la órbita del electrón {\displaystyle u\ } in y resolviendo para {\displaystyle r\ } se obtiene: {\displaystyle r={\frac {n^{2}h^{2}\epsilon _{0}}{\pi m_{e}e^{2}}}\ }
Este valor de {\displaystyle r} supuestamente representa los únicos valores permitidos para el radio orbital de un electrón que orbita alrededor de un protón asumiendo que la condición de Bohr sostiene la naturaleza de la onda de un electrón. Si ahora se sustituye {\displaystyle r} en la expresión para la energía total de un electrón una cierta distancia de un protón, se tiene:
{\displaystyle E_{\mathrm {total} }={\frac {-m_{e}\ e^{4}}{8\ (\epsilon _{0})^{2}\ h^{2}}}.{\frac {1}{n^{2}}}}
Para eso el cambio de energía en un electrón sustituyendo de un valor de {\displaystyle n} a otro es
{\displaystyle \Delta E={\frac {m_{e}\ e^{4}}{8\ (\epsilon _{0})^{2}\ h^{2}}}\left({\frac {1}{(n_{\mathrm {inicial} })^{2}}}-{\frac {1}{(n_{\mathrm {final} })^{2}}}\right)}
Simplemente cambiamos las unidades a longitud de onda {\displaystyle \left({\frac {1}{\lambda }}={\frac {E}{hc}}\rightarrow \Delta {E}=hc\Delta \left({\frac {1}{\lambda }}\right)\right)\ } y obtenemos:
{\displaystyle \Delta \left({\frac {1}{\lambda }}\right)={\frac {m_{e}\ e^{4}}{8\ (\epsilon _{0})^{2}\ h^{3}\ c}}\left({\frac {1}{(n_{\mathrm {inicial} })^{2}}}-{\frac {1}{(n_{\mathrm {final} })^{2}}}\right)}
| Símbolo                                | Nombre                                                        |
| -------------------------------------- | ------------------------------------------------------------- |
| {\displaystyle h}                      | Constante de Planck                                           |
| {\displaystyle m_{e}}                  | Masa en reposo de un electrón                                 |
| {\displaystyle e}                      | Carga elemental                                               |
| {\displaystyle c}                      | Velocidad de la luz en el vacío                               |
| {\displaystyle \epsilon _{0}}          | Permitividad                                                  |
| {\displaystyle n_{\mathrm {inicial} }} | Número de electrones en la última capa del átomo de hidrógeno |
| {\displaystyle n_{\mathrm {final} }}   | Número de electrones en la última capa del átomo de hidrógeno |

Por lo tanto hemos encontrado que la constante de Rydberg para el hidrógeno es:
{\displaystyle R_{H}={\frac {m_{e}e^{4}}{8\epsilon _{0}^{2}h^{3}c}}}